# Iskyr (miasto)
Iskyr (bułg. Искър) – miasto w Bułgarii, w obwodzie Plewen, centrum administracyjne gminy Iskyr. W 2019 roku liczyło 2 770 mieszkańców.